# رئيس الجمهورية التونسية
رئيس الجمهورية التونسية هو رئيس دولة تونس منذ استحداث الوظيفة في 25 يوليو 1957. وبهذه الصفة، يمارس السلطة التنفيذية بمساعدة حكومة يرأسها رئيس الحكومة في نظام رئاسي. وفقاً للمادة 87 من دستور 2022، فإنه القائد الأعلى للقوات المسلحة. وبموجب الدستور، يُنتخب الرئيس بالاقتراع العام المباشر لمدة خمس سنوات قابلة للتجديد مرة واحدة.

أول رئيس للجمهورية التونسية هو الحبيب بورقيبة، والذي بقي في سدة الحكم 30 سنة حتى إزاحته عبر انقلاب 7 نوفمبر 1987 الأبيض، وذلك من قِبل رئيس وزرائه زين العابدين بن علي الذي عين نفسه رئيساً للجمهورية، وبقي بدوره في الحكم لمدة 23 سنة، حتى سقوطه في الثورة التونسية في 14 يناير عام 2011. عين حينئذ فؤاد المبزع كرئيس مؤقت، وذلك حتى تسليمه السلطة في 13 ديسمبر 2011 للحقوقي المنصف المرزوقي أول رئيس ديمقراطي في تاريخ البلاد، والذي انتخبه المجلس الوطني التأسيسي. المرزوقي سلم السلطة في 31 ديسمبر 2014 لخلفه الباجي قائد السبسي الفائز بالانتخابات الرئاسية، ليصبح بذلك ثاني رئيس منتخب ديمقراطياً بطريقة مباشرة في تاريخ تونس، حتى وفاته في 25 يوليو 2019، ليتولى رئيس مجلس النواب محمد الناصر الرئاسة مؤقتا لحين إجراء انتخابات رئاسية.
كما ترأس بورقيبة وزين العابدين بن علي الحزب الحاكم، المُسمى الحزب الحر الدستوري الجديد ثم الحزب الاشتراكي الدستوري ثم التجمع الدستوري الديمقراطي من الاستقلال في عام 1956 حتى قيام الثورة التونسية في 2011، حيث وجب على رئيس الجمهورية التخلي على صفته الحزبية إذا فاز بالرئاسة.

الرئيس الحالي للجمهورية التونسية هو قيس سعيد وذلك منذ 23 أكتوبر 2019.

## الأصل والنشأة
في 1920، تم تأسيس الحزب الحر الدستوري ذو التوجه القومي، والذي يريد إقرار دستور يكرس السيادة الشعبية ومبادئ النظام الديمقراطي دون المس بمبدأ الملكية. واتخذ الحزب الحر الدستوري الجديد الذي يتزعمه الحبيب بورقيبة والذي انشق عن الحزب الأول في 1934 نفس الموقف، وعبر عن ولائه للنظام القائم. اعتبر مؤتمر الحزب الحر الدستوري الجديد المقام في صفاقس بين 15 و18 نوفمبر 1955:

« إنه لمن الضروري المضي قدما على وجه السرعة للقيام بانتخابات عامة ديمقراطية للبلديات ولمجلس قومي تأسيسي الذي ستوكل إليه مهمة وضع دستور يحدد نظام الحكم في البلاد على أساس الملكية الدستورية، شريطة أن الشعب وحده هو مصدر السيادة ويمارسها عبر برلمان يتألف من غرفة واحدة منتخبة بالاقتراع العام والمباشر وفقا لمبدأ الفصل بين السلطات التشريعية والتنفيذية والقضائية. »

وهو ما دفع محمد الأمين باي للتوقيع في 29 ديسمبر 1955 على المرسوم الذي يدعو لانتخابات المجلس القومي التأسيسي. بعد الانتخابات بمدة قصيرة، اجتمع المكتب السياسي للحزب الحر الدستوري الجديد في 10 أبريل 1956، الذي دفع الملك إلى القيام بتعيين الحبيب بورقيبة لتكوين أول حكومة في تونس المستقلة. بدأ هذا الأخير باتخاذ عدة اجراءات مثل وضع حد لامتيازات العائلة الحسينية (مرسوم 31 مايو 1956) هو إدارة المجال الخاص للقائمة المدنية للباي (الميزانية السنوية المخصصة لمصاريف كل أعضاء عائلة البايات) وأيضا مجال العرش الذي كلف عليه مديرا ينتمي لوزارة المالية. كتب الأكاديمي الفرنسي تشارلز ديباش في هذا الخصوص:

« أدرك قادة الحزب الحر الدستوري الجديد تدريجيا أن وجود الباي على رأس الدولة كان يمثل عيبا لمبدأ الوحدة. شيئا فشيئا، بدأ أعضاء الحزب الحر الدستوري الجديد تقليص صلاحيات الباي، لما يصلح إذا الباي، الذي لم يكن في الأصل ينتمي للحزب الحر؟ هذا هو العنصر المتغاير في بنية متجانسة. »

بمناسبة الذكرى الثانية لعودته إلى تونس، في 1 يونيو 1957، كانت لدى الحبيب بورقيبة الرغبة في إعلان الجمهورية. ولكن الأزمة في العلاقات التونسية الفرنسية بسبب تعليق المساعدات المالية من فرنسا، أجلت الحدث. في 22 يوليو، أعلن المكتب السياسي للحزب للحر الدستوري الجديد دعوة نواب المجلس التأسيسي لجلسة خارقة للعادة في 25 يوليو. بدأت الجلسة على الساعة 9:23 في قاعة العرش في قصر باردو، تحت رئاسة الجلولي فارس وبحضور السلك الدبلوماسي. الوزير الأول الحبيب بورقيبة وكل أعضاء حكومته، ماعدا البشير بن يحمد الذي لم يكن برلمانيا، كانوا حاضرين على مقاعد النواب. بافتتاحه الجلسة، دعى الجلولي فارس النواب لاختيار نظام الحكم الجديد. قال نائب رئيس المجلس أحمد بن صالح في هذا الصدد:

« يجب على الدولة أن تتحرر من الماضي، وهذا لا يمكنه سوى أن يعزز استقلال البلاد وسيادة الشعب التونسي. لا شك في هذا، علينا اليوم أن نواجه تركة النظام القديم. لا يمكن أن يوجد حاكم ملك على هذه البلاد، وإرادة الشعب هي شيء مقدس. ترعرع جيلنا في عقيدة الحزب الحر الدستوري الجديد، ونطمح إلى الحرية والسلام والازدهار. يجب علينا أن نتمتع كليا بسيادتنا الكاملة وغير المقسمة. أثناء النضال، لقد عشنا بالفعل في نظام جمهوري، لأنه في ذلك الوقت كان هناك اثنان من تونس، الأولى وهمية والثانية حقيقية. وجدت الجمهورية في تونس بطريقة غير شرعية، علينا اليوم أن نرجعها شرعية. »

تم تأكيد هذا التوجه وهذه الكلمات في التدخلات الموالية. على الساعة 15:30، بدأ بورقيبة محاكمة ممنهجة ضد حكم البايات، واتهمهم بالخسة والخيانة. أنهى حديثه في النهاية بالدعوة لإعلان الجمهورية:

« بلغ الشعب التونسي درجة من الوعي لتولي إدارة شؤونه بنفسه. أعرف قدر المحبة التي يكنها لي. يظن البعض أنه يمكنني أن أقرر مصيرهم. ولكن لدي شيء من الاحترام للشعب التونسي، الذي لا أريد أن يسلط عليه سيد، وأن الخيار الوحيد الذي أشير به عليه هو خيار الجمهورية. »

في النهاية، تم التصويت بالإجماع على إلغاء الملكية الموجودة منذ 252 سنة وإعلان قيام النظام الجمهوري، المرتكز فقط على الحزب الحر الدستوري الجديد. تمت مصادرة أملاك الباي، التي ساهمت إيراداتها في تسديد ديون الدولة. كلف بورقيبة مباشرة بالقيام بمهام رئيس الجمهورية، في انتظار إقرار الدستور الجديد الذي أكد سنتين بعد ذلك على الطابع الرئاسي للنظام الجديد.

### ملامح فترات الرئاسة

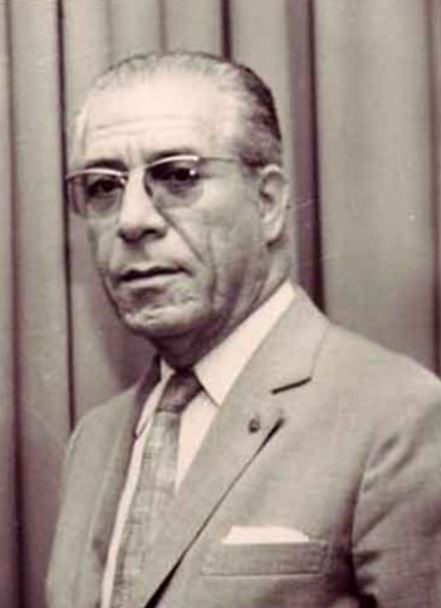
الهادي نويرة الذي عينه بورقيبة رئيسا للوزراء، وكذلك خلفه في الحكم في حالة وفاته.

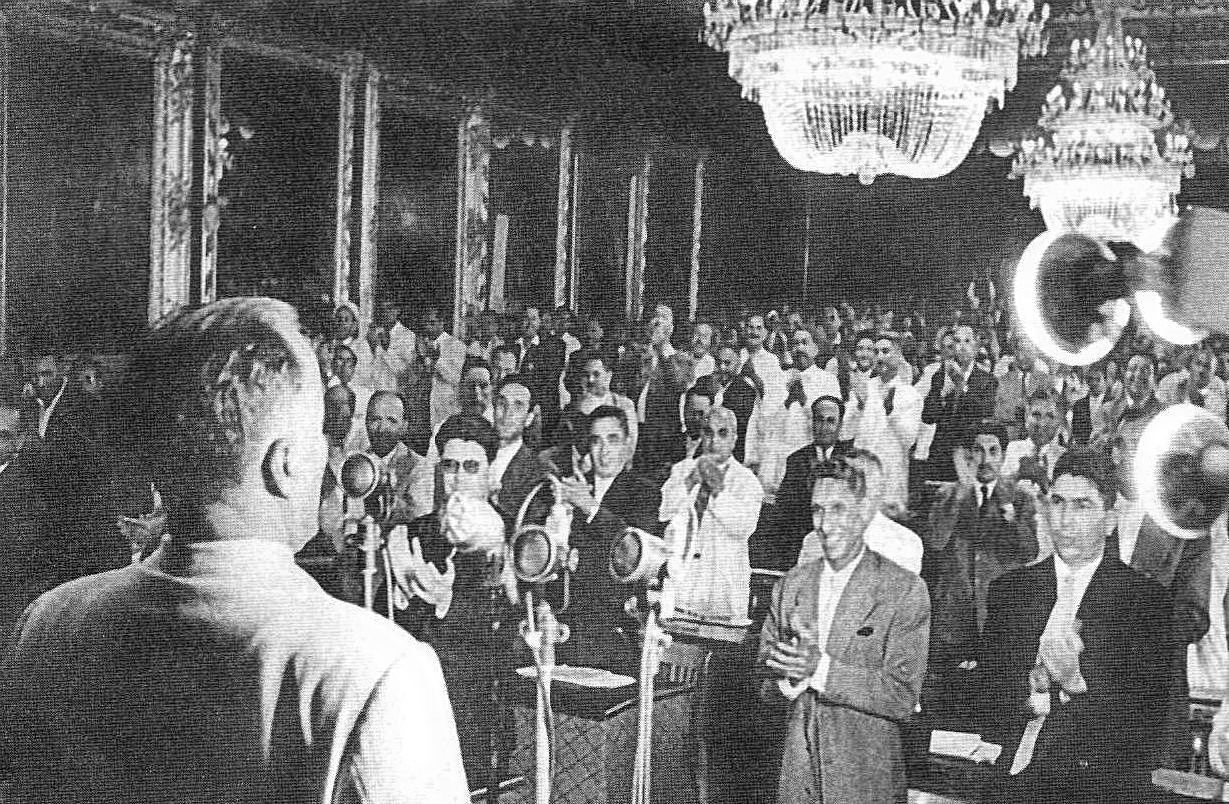
إعلان الجمهورية يوم 25 يوليو 1957.

بعد إقرار النظام الجمهوري في 25 يوليو 1957، أصبحت تونس ذات نظام رئاسي بامتياز، أين كون بورقيبة حكومته الثانية بعد أربعة أيام، وأصبح يشغل في نفس الوقت منصبي رئاسة الجمهورية ورئاسة الوزراء، وذلك حتى 1969. ركز بورقيبة في عمله على الوحدة القومية وإرساء أسس الدولة الجمهورية الجديدة، وذلك بدعم التربية والتعليم والثقافة وحرية المرأة وإصدار مجلة الأحوال الشخصية، وتحقيق السيادة الوطنية الكاملة عبر إخراج آخر جنود القوات الفرنسية من تونس وتحديدا من بنزرت، وذلك فيما يعرف بأحداث بنزرت في 1961. بعده في 1963، بدأ بورقيبة بتحقيق السيادة الزراعية بتأميم الأراضي الفلاحية المملوكة من الأجانب. عربيا، دعا بورقيبة العرب في 1965 إلى التفاوض مع إسرائيل حول القضية الفلسطينية وتقسيم الأراضي على أساس قرار الأمم المتحدة رقم 181 واتباع سياسة المراحل وعقد صلح مع إسرائيل مقابل إرجاع الجزء الأكبر من الأراضي المحتلة وعودة الفلسطينيين، الأمر الذي لاقى رفضا وتنديدا كبيرين في العالم العربي. سنة 1970، عين بورقيبة الهادي نويرة في رئاسة الوزراء وأعلنه خليفة له في الرئاسة في حالة وفاته. وفي 1973، شدد بورقيبة يده على الحكم والربط بين الحزب والدولة، وأعلنه الحزب الاشتراكي الدستوري رئيسا مدى الحياة. في 1974، اتفق بورقيبة مع معمر القذافي على إقرار الوحدة بين تونس وليبيا عبر إنشاء الجمهورية العربية الإسلامية التي سيكون بورقيبة رئيسها والقذافي نائبه، لكن فشل هذا المشروع. شهدت تونس في يناير 1978 مواجهات حادة بين الدولة والنقابيين فيما عرف بالخميس الأسود تركت أثرا كبيرا في الدولة. حاول بورقيبة تجاوز الإخفاق الناتج عن حكم الحزب الواحد، وأعلن التعددية السياسية في 1981. عادت الاضطرابات في يناير 1984 فيما عرف بأحداث الخبز التي احتج فيها المواطنون على غلاء الأسعار والمعيشة، والتي سرعان ماستجاب لها بورقيبة بخفض أسعار السلع الأساسية، ولكن خلفت مئات القتلى والجرحى وآلاف الاعتقالات. طيلة فترة حكمه، شهد بورقيبة خلافات كبرى خاصة مع اليوسفيين والإسلاميين.

### حكم زين العابدين بن علي

#### السنوات الأولى (1987-1989)
سعى بن علي إلى تطمنة الرأي العام عبر بيان وعد فيه بإلغاء الرئاسة مدى الحياة وبإرساء «تعددية سياسية» كما ألغى محكمة أمن الدولة وأفرج عن الإسلاميين والنقابيين المعتقلين في حين حافظَ على نفس التركيبة الحكومية باستثناء الحقائب التي كان يتولّاها منافسوه كمحمد الصيّاح الذي أُجبر على الابتعاد عن الحياة السياسية. في فيفري 1988 غَيّر اسم الحزب الاشتراكي الدستوري إلى التجمع الدستوري الديمقراطي وفي جويلية 1988 عدّل الدستور في اتجاه زيادة صلاحيات رئيس الجمهورية. في أفريل 1989 نظمت انتخابات رئاسية سارعت فيها عدة شخصيات معارضة كراشد الغنوشي وأحمد المستيري والمنصف المرزوقي تأييد ترشح بن علي فيها. وإن جاءت نتائج الانتخابات الرئاسية منتظرة في ظل عدم وجود منافسين فيها لبن علي كانت نتائج الانتخابات التشريعة مخيّبة لآمال المعارضة التي لم تتحصل على أي مقعد فانسحب المستيري من الحياة العامة وغادر الغنوشي البلاد وبدأت بوادر انغلاق سياسي تبرز في الأفق.

#### في التسعينات

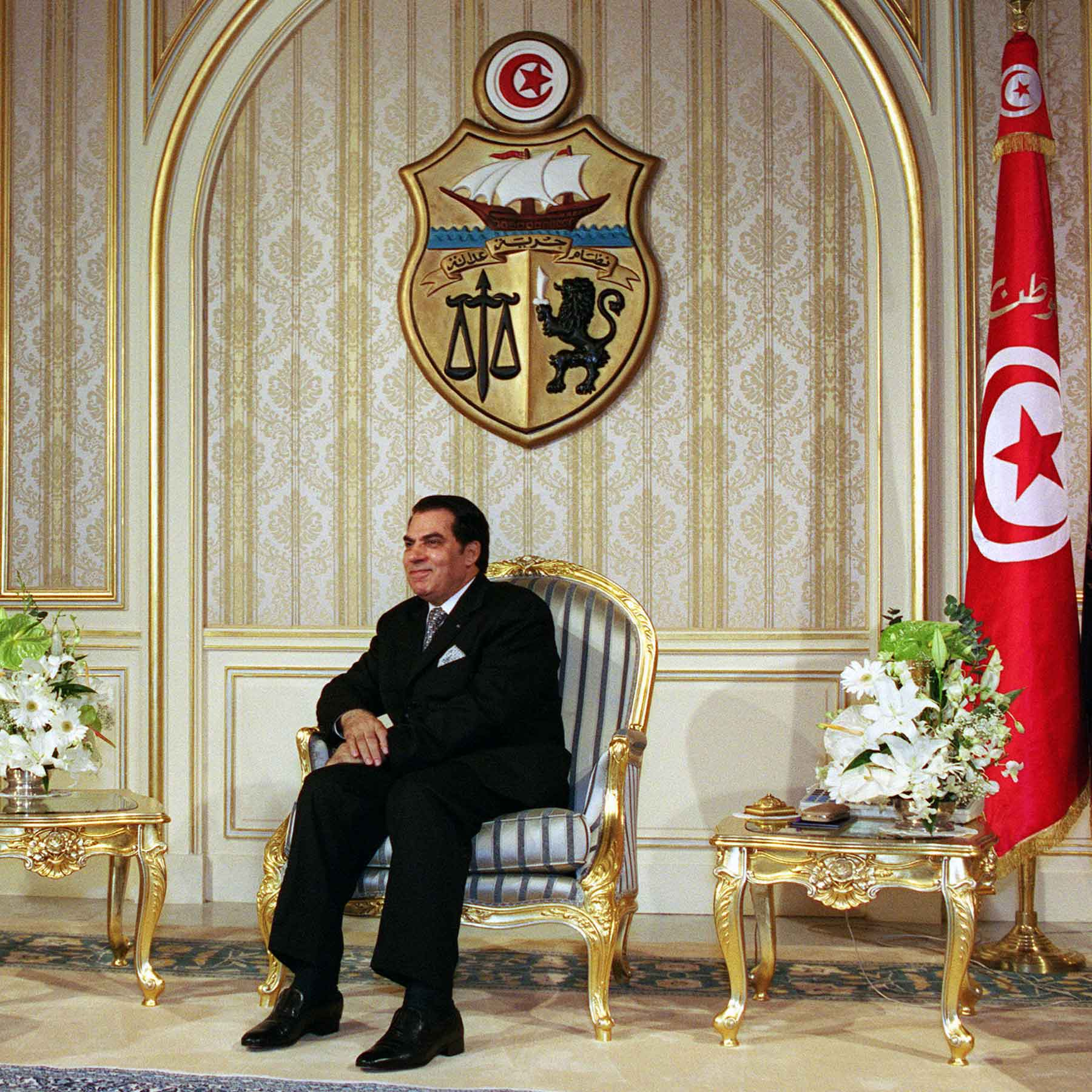
بن علي في أكتوبر 2000

بدى بن علي في بداية التسعينات ممسكا بزمام السلطة فاحتل الموقع الأول في المشهد السياسي بدون منازع وعيّن مقربيين له في أهم مفاصل الدولة في حين جدّد حزب التجمع هياكله بإدخال آلاف من المنخرطين الجدد. سمحت السلطة بتكوين حزبيين جديدين مقربين منها وأعطت التأشيرة للتجمع الاشتراكي التقدمي ورفضتها لحركة النهضة (الاسم الجديد للاتجاه الإسلامي) التي مالبثت أن دخلت في صدام جديد مع الحكم فاتهمت بمحاولة قلب النظام وبأحداث عنف متفرقة فلوحق أعضاءها وحوكم بعض قادتها أمام القضاء العسكري وفرّ البعض الآخر خارج البلاد. رغم تأييد أغلب الأحزاب الأخرى للسياسات الحكومية ظلت حركتها مقيدة ولم يسمح لها بدخول البرلمان إلا رمزيا من خلال إسنادها بعض المقاعد ابتداءً من 1994 فيما انتخب بن علي ذلك العام بدون منافس بنسبة قاربت المائة بالمائة. على المستوى الاقتصادي استفادت الحكومة من إصلاحات الثمانينات ومن مواسم فلاحية جيدة لتحقق نسب نمو فاقت في بعض الأحيان ال5 %، وعلى المستوى الاجتماعي اعتمدت سياسات حذرة عززتها ببعض البرامج كالصندوق الوطني للتضامن والسيارة الشعبية الذين استهدفت من خلالها محاربة الفقر وتقديم تسهيلات للطبقة الوسطى لتوسيع رقعة مساندة النظام. في النصف الثاني من العشرية بدأ يظهر نفوذ لزوجة بن علي الثانية ليلى الطرابلسي التي أصبح أخواتها فجأة من أصحاب الأعمال إضافة لصهره الأول سليم شيبوب الذي برز كرئيس للترجي ووسيط في عدة صفقات عمومية. عام 1999 قدم بن علي نفسه مجددا للرئاسيات، ورغم وجود مرشحين آخرين فاز مرة أخرى بنسبة فاقت ال99% في ماعتبرته الملاحظون إشارة أن النظام ليس له أي نية للإصلاح.

#### سنوات الألفين

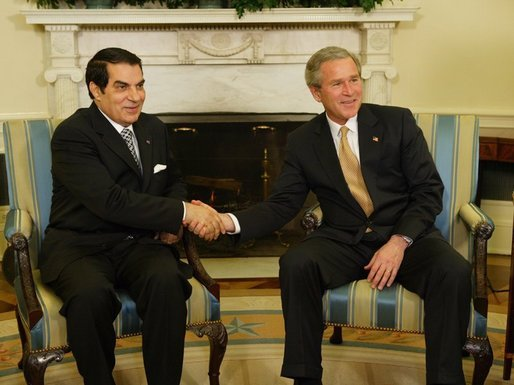
زين العابدين بن علي صحبة الرئيس الأمريكي جورج بوش الإبن في 2004.

شهدت بداية الألفية بعض التململ في البلاد فاندلعت في فيفري 2000 مظاهرات ذات طابع اجتماعي وخاض الصحفي توفيق بن بريك إضرابا عن الطعام احتجاجا على غياب حرية التعبير غطته عدة وسائل أجنبية وأسس حزب المؤتمر من أجل الجمهورية المعارض واظهرت حركة التجديد تغييرات في مواقفها المساندة حتى الآن لبن علي، إلا ان النظام باستثناء بعض الوعود النظرية بقي يتوخى نفس السياسات وفي 2002 أقام استفتاءً لإحداث تعديلات دستورية تمكن الرئيس من حصانة قضائية ومن إمكانية تمديد ولايته. في السنوات اللاحقة ازدادت تجاوزات أصهار بن علي أمثال بلحسن الطرابلسي ومروان المبروك وعماد الطرابلسي وصخر الماطري الذين اصبحوا يسيطرون على قطاعات شاسعة من الاقتصاد في حين أصبحت القرارات الهامة تأخذ خارج الحكومة من قبل الحلقة المضيقة للرئاسة من عائلة ومستشارين. في الاثناء اظهر الانموذج التنموي محدوديته فرغم المظاهر الاستهلاكية التي انتشرت، ارتفعت البطالة وبقيت الاسثمارات محدودة وزاد الفساد المالي الذي كان شبه معدوم في عهد بورقيبة. في 2005 شكلت المعارضة هيئة 18 أكتوبر التي طالبت بإصلاحات جذرية للنظام وفي 2008 عرف الحوض المنجمي في ولاية قفصة احتجاجات غير مسبوقة دامت عدة أشهر على خلفية اجتماعية. تلبدت الغيوم فوق البلاد عام 2010 ففي وقت زادت فيه الإضرابات الاجتماعية والمطالبة بتحرير الإعلام ومحاربة الفساد، ظهرت حملة تناشد بن علي الترشح للانتخابات عام 2014 لولاية سادسة جوبهت بحملة مضادة ضد «التمديد والتوريث» ، وفي تلك الأجواء جاءت حادثة إحراق محمد البوعزيزي لنفسه لتشعل احتجاجات عارمة أولا في سيدي بوزيد ثم في بقية الجمهورية جابهها النظام بالقوة قبل أن يضطر بن علي أمام امتداد رقعتها إلى الهروب بعد محاولته استرضاءها.

### بعد الثورة التونسية (منذ 2011)

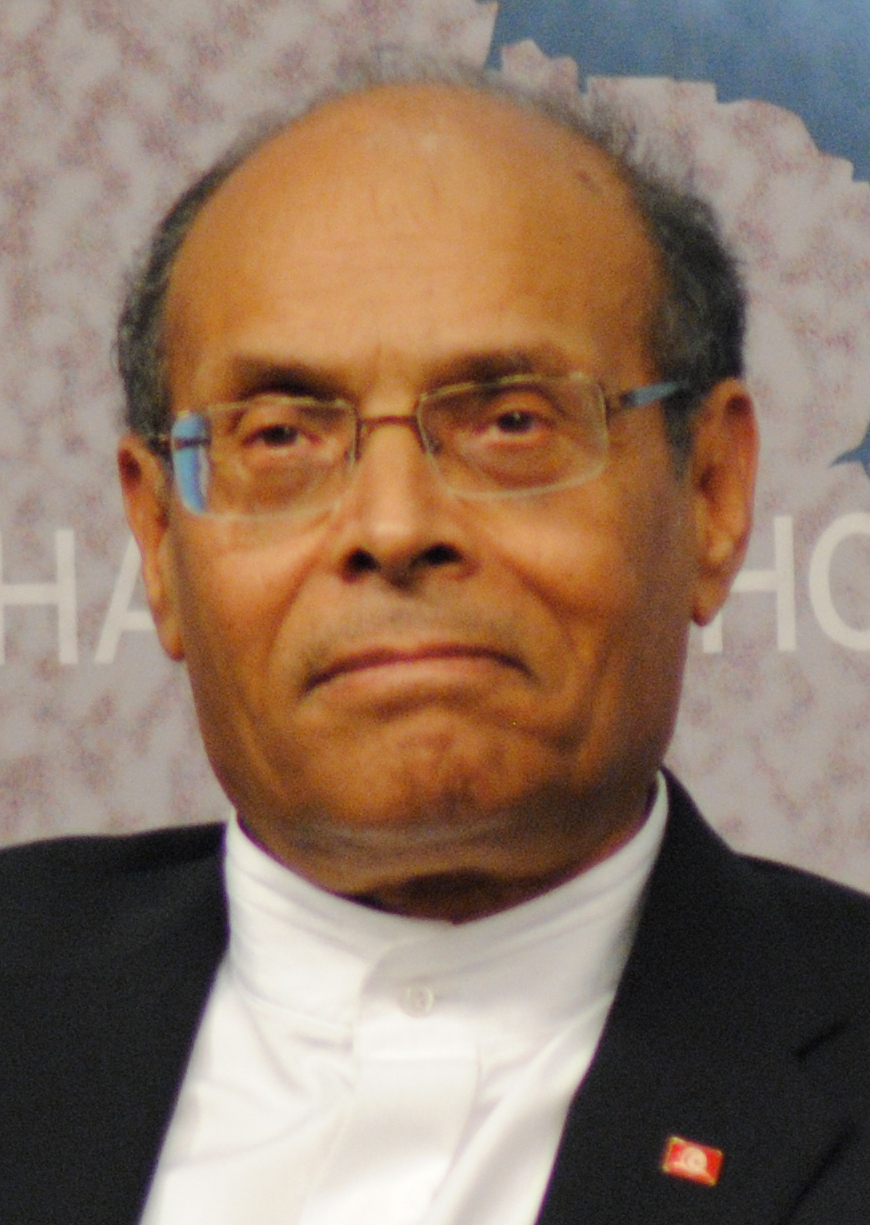
المنصف المرزوقي في 2012.

بعد الثورة التونسية التي بدأت في 17 ديسمبر 2010 وانتهت في 14 يناير 2011، تمت الإطاحة بنظام بن علي الدكتاتوري، وعين فؤاد المبزع رئيسا مؤقتا، وتم حل مجلس النواب ومجلس المستشارين، وأصبح النظام مختلط بين الرئيس والهيئة التشريعية الثورية الجديدة والمؤقتة التي هي الهيئة العليا لتحقيق أهداف الثورة والإصلاح السياسي والانتقال الديمقراطي، بينما يملك الوزير الأول الباجي قائد السبسي عدة صلاحايات أيضا. 

تم تنظيم أول انتخابات حرة في تاريخ البلاد في 23 أكتوبر 2011، وتم انتخاب رئيس للجمهورية بطريقة غير مباشرة من قبل نواب المجلس الوطني التأسيسي في 13 ديسمبر وهو النائب التأسيسي والحقوقي المناضل المنصف المرزوقي، الذي أصبح أول رئيس ديمقراطي في البلاد، وأصبح للمجلس التأسيسي ورئيس الحكومة صلاحيات واسعة، مقابل صلاحيات محدودة لرئيس الجمهورية. في هذه الفترة، دأبت رئاسة الجمهورية التونسية وعلى رأسها المنصف المرزوقي على دعم المشاريع التنموية والمساعدة في جلب الاستثمارات، ودعم مسار الانتقال الديمقراطي في تونس عبر تنظيم العديد من الندوات واللقاءات، وتكثيف مشاركة تونس في الخارج على المستوى الدبلوماسي والسياسي والثقافي. اهتمت أيضا مؤسسة الرئاسة بدعم الجيش الوطني التونسي الذي كان مهمشا لعدة عقود، وذلك بصفة المرزوقي كقائد أعلى للقوات المسلحة، وتم إبرام عدة صفقات شراء أسلحة والفوز بتلقي هبات مجانية من بعض الدول. اهتمت أيضا الرئاسة بالجهود الحكومية والقضائية المبذولة لاسترجاع الأموال المنهوبة في الخارج من قبل بن علي وعائلته وأصهاره. سلم المرزوقي السلطة بعد خسارته في الانتخابات الرئاسية التونسية 2014.

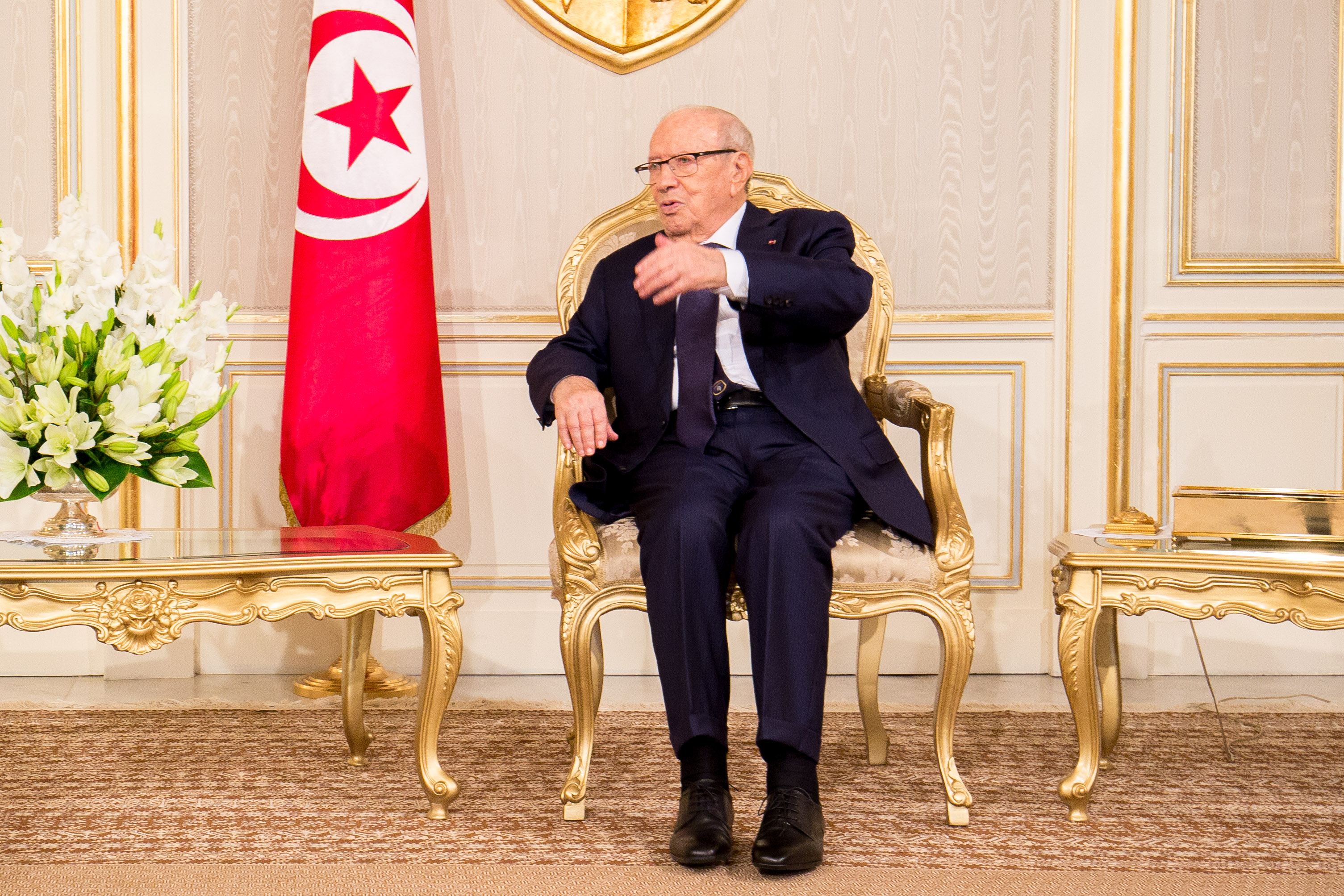
الباجي قائد السبسي أثناء فترة حكمه في 26 أكتوبر 2016.

في 31 ديسمبر 2014، تسلم الباجي قائد السبسي الرئاسة، وبدأ العمل بمقتضيات دستور تونس 2014 الجديد الذي قسم الصلاحيات بين رئيس الجمهورية ورئيس الحكومة ومجلس نواب الشعب وجعل من النظام نظام شبه رئاسي.
في 25 يوليو 2019 تسلم محمد الناصر رئاسة الجمهورية بصورة مؤقتة لحين إجراء انتخابات رئاسية بعد وفاة السبسي.

## انتخابه

### دستور 1959
يتم انتخاب رئيس الجـمهورية مباشرة من قبل الشعب لولاية تصل مدتها إلى خمس سنوات انتخابا عاما، حرا، مباشرا، سريا، وبالأغلبية المطلقة للأصوات المصرح بها، خلال الأيام الثلاثين الأخيرة من المدة الرئاسية (الفصل 39 من الدستور). تم ادخال ثلاثة قوانين استثنائية لانتخاب رئيس الجمهورية التونسية. كان بورقيبة قد أعلن نفسه رئيسا مدى الحياة سنة 1975 بمقتضى القانون الدستوري عدد 75-13 المؤرخ في 19 مارس 1975 أضيفت إلى الفصل 40 من الدستور وبعد 7 نوفمبر 1987 ألغى بن علي الرئاسة مدى الحياة. للترشح لرئاسة الجمهورية كان الدستور التونسي ينص على وجوب الحصول على ثلاثين توقيعا من أعضاء البرلمان أو رؤساء البلديات شريطة أن يكون للحزب المعني نائب أو أكثر في مجلس النواب. في سنة 2004 تم إجراء تعديل ينصّ على أن يكون للمترشح أقدمية فترة خمس سنوات في الهيئة القيادية لحزبه كما مكن هذا التعديل أن أن يقوم بعدد غير محدود من الولايات الرئاسية بعد أن كان محدودا بثلاث ولايات كحد أقصى. في سنة 2009 أعلن رئيس الجمهورية في خطابه بمناسبة عيدي الاستقلال والشباب على إمكانية أن يترشح لرئاسة الجمهورية «المسؤول الأول عن كل حزب سياسي سواء كان رئيسا أو أمينا عاما أو أمينا أول لحزبه شريطة أن يكون منتخبا لتلك المسؤولية وأن يكون يوم تقديم مطلب ترشحه مباشرا لها منذ مدة لا تقل عن سنتين متتاليتين منذ انتخابه لها».
شروط الترشح حسب الفصل 40:
- شرط الجنسية التونسية: الترشح لمنصب رئيس الجمهورية حق لكل تونسي غير حامل لجنسية أخرى، مولود لأب ولأم وجد لأب ولأم تونسيين وكلهم تونسيون بدون انقطاع.
- شرط السن: يجب أن يكون المترشح يوم تقديم ترشحه بالغا من العمر أربعين سنة على الأقل وخمس وسبعين سنة على الأكثر.
- شرط التمتع بالحقوق المدنية والسياسية: يجب أن يكون المترشح متمتعا يجميع حقوقه المدنية والسياسية.
- شرط الدين: يجب أن يكون المترشح مسلما.

### دستور 2014
بعد الثورة التونسية في بداية 2011، تم تعليق العمل بدستور 1959، لذلك تم انتخاب مجلس تأسيسي في أكتوبر من نفس السنة، حيث قام بصياغة قانون التنظيم المؤقت للسلط العمومية الذي يحل محل الدستور مؤقتا في 10 ديسمبر 2011، ومنه نص في الفصل 9 على أن يكون المترشح لرئاسة الجمهورية مسلما، لديه فقط الجنسية التونسية، وكلا أبويه تونسيين ولا يقل عن 35 من العمر، ويجب عليه عند انتخابه الاستقالة من منصبه في المجلس التأسيسي وأي وظيفة حزبية أخرى.

خص دستور تونس 2014 الجديد رئيس الجمهورية ب17 فصلا:
- ينص الفصل 74 على أحقية كل تونسي أو تونسية الترشح للمنصب بشرط أن يكون مسلما وأن يكون تونسيا منذ الولادة، ويبلغ من العمر 35 سنة على الأقل، وفي حالة امتلاكه لجنسية أخرى إلى جانب التونسية فيجب عليه التعهد بالتخلي عنها في حالة فوزه بالرئاسة. يشترط الفصل 74 كذلك على وجوب تزكية المترشح للرئاسية من قبل عدد من النواب أو رؤساء مجالس الجماعات المحلية أو الناخبين التونسيين، ولكنه ترك عدد ضبط عدد المزكين إلى القانون الانتخابي.[29]
- الفصل 75 يضبط عدد الدورات الرئاسية، إذ يحدد المدة الرئاسية ب5 سنوات قابلة للتجديد مرة واحدة متصلة أو منفصلة، كما أنه يشترط القيام بالانتخابات الرئاسية في الستين يوما الأخيرة للرئاسة، ويكون ذلك انتخابا عاما، حرا، مباشرا، سريا، نزيها وشفافا بالأغلبية المطلقة للأصوات، في دورتين إذا لزم الأمر.[30]

### الدستور الحالي لسنة 2022
نص الدستور الحالي للجمهورية التونسية الذي بدأ العمل به بعد الاستفتاء الدستوري في البلاد يوم 25 يوليو 2022 في باب "رئيس الجمهورية" وتحديدا الفصول 88 ، 89 ، 90 ، الشروط المطلوبة للترشح لمنصب رئيس الجمهورية التونسية كالآتي :
- الفصل 88 :

«  رئيس الجمهورية هو رئيس الدولة و دينه الإسلام »

- الفصل 89 :

« الترشح لمنصب رئيس الجمهورية حق لكل تونسي أو تونسية غير حامل لجنسية اخرى ، مولود لأب و أم ، و جد لأب , و جد لأم ، تونسيين و كلهم تونسيون دون إنقطاع .
ويجب أن يكون المترشح أو المترشحة يوم تقديم ترشحه بالغا من العمر أربعين سنة على الأقل ومتمتعا بجميع حقوقه المدنية والسياسية. يقع تقديم الترشح للهيئة العليا المستقلة للانتخابات حسب الطريقة والشروط المنصوص عليها بالقانون الانتخابي . »

- الفصل 90 :

« ينتخب رئيس الجمهورية لمدة خمسة أعوام انتخابا عاما حرا مباشرا سريا خلال الأشهر الثلاثة الأخيرة من المدة الرئاسية وبالأغلبية المطلقة للأصوات المصرح بها. يشترط أن يزكي المترشح أو المترشحة عدد من أعضاء المجالس النيابية المنتخبة أو من الناخبين وفق ما يضبطه القانون الانتخابي ، وفي صورة عدم حصول أي من المترشحين على الأغلبية المطلقة في الدورة الأولى، تنظم دورة ثانية خلال الأسبوعين التاليين للإعلان عن النتائج النهائية للدورة الأولى، ويتقدم للدورة الثانية المترشحان المحرزان على أكثر عدد من الأصوات في الدورة الأولى. إذا توفي أحد المترشحين في الدورة الأولى أو أحد المترشحين في الدورة الثانية، يُعاد فتح باب الترشح وتحدد المواعيد الانتخابية من جديد في أجل لا يتجاوز خمسة وأربعين يوما، ولا يعتد بالانسحاب لا في الدورة الأولى ولا في الدورة الثانية. وإذا تعذر إجراء الانتخابات في الميعاد المحدد يسبب حرب أو خطر داهم، فإن المدة الرئاسية تمدد بقانون إلى حين زوال الأسباب التي أدت إلى تأجيلها . ولا يجوز تولي رئاسة الجمهورية لأكثر من دورتين كاملتين متصلتين أو منفصلتين ، وفي حالة الاستقالة، تعتبر المدة الرئاسية كاملة »

## قائمة رؤساء الجمهورية التونسية
المفتاح
- الحزب الحر الدستوري الجديد
- الحزب الاشتراكي الدستوري
- التجمع الدستوري الديمقراطي
- المؤتمر من أجل الجمهورية
- نداء تونس
- مستقل (بدون حزب)

| الرقم | الصورة | الرئيس | الرئيس                                                            | الفترة الرئاسية                                                                  | ملاحظات |
| ----- | ------ | ------ | ----------------------------------------------------------------- | -------------------------------------------------------------------------------- | --- |
| 1     |        |        | الحبيب بورقيبة 3 أغسطس 1903 – 6 أبريل 2000 (العمر 96 سنة)         | 25 يوليو 1957 – 7 نوفمبر 1987                                                    | وزير أول تحت حكم محمد الأمين باي (باي تونس)، قام المجلس القومي التأسيسي بإلغاء الملكية وإعلان الجمهورية في 25 يوليو 1957، وفي نفس اليوم قام المجلس بإنتخاب الحبيب بورقيب رئيسا للجمهورية بالإجماع. انتُخِب بعد ذلك في 8 نوفمبر 1959 بأغلبية كاسحة في الانتخابات الرئاسية وكان المرشح الوحيد فيها. في 18 مارس 1975، أعلن نفسه رئيسا مدى الحياة. في 7 نوفمبر 1987، قام رئيس الوزراء زين العابدين بن علي آنذاك بالإنقلاب عليه وعين نفسه رئيسا. |
| 1     |        |        | الحبيب بورقيبة 3 أغسطس 1903 – 6 أبريل 2000 (العمر 96 سنة)         | 25 يوليو 1957 – 7 نوفمبر 1987                                                    | وزير أول تحت حكم محمد الأمين باي (باي تونس)، قام المجلس القومي التأسيسي بإلغاء الملكية وإعلان الجمهورية في 25 يوليو 1957، وفي نفس اليوم قام المجلس بإنتخاب الحبيب بورقيب رئيسا للجمهورية بالإجماع. انتُخِب بعد ذلك في 8 نوفمبر 1959 بأغلبية كاسحة في الانتخابات الرئاسية وكان المرشح الوحيد فيها. في 18 مارس 1975، أعلن نفسه رئيسا مدى الحياة. في 7 نوفمبر 1987، قام رئيس الوزراء زين العابدين بن علي آنذاك بالإنقلاب عليه وعين نفسه رئيسا. |
| 2     |        |        | زين العابدين بن علي 3 سبتمبر 1936 – 19 سبتمبر 2019 (العمر 83 سنة) | 7 نوفمبر 1987 – 14 يناير 2011                                                    | وزير داخلية ووزير أول تحت حكم بورقيبة، قام بن علي بالإنقلاب على بورقيبة في 1987 معللا ذلك بعمره البالغ وحالته الصحية التي لا تسمح له بقيادة الجمهورية. بداية من 17 ديسمبر 2010، واجه بن علي أربعة أسابيع من الاحتجاجات السلمية التي قابلها بالعنف وهي الثورة التونسية. إضطر وقتها لترك الرئاسة ومغادرة البلاد إلى السعودية وذلك في 14 يناير 2011 رفقة زوجته ليلى بن علي.                                                                  |
| 2     |        |        | زين العابدين بن علي 3 سبتمبر 1936 – 19 سبتمبر 2019 (العمر 83 سنة) | 7 نوفمبر 1987 – 14 يناير 2011                                                    | وزير داخلية ووزير أول تحت حكم بورقيبة، قام بن علي بالإنقلاب على بورقيبة في 1987 معللا ذلك بعمره البالغ وحالته الصحية التي لا تسمح له بقيادة الجمهورية. بداية من 17 ديسمبر 2010، واجه بن علي أربعة أسابيع من الاحتجاجات السلمية التي قابلها بالعنف وهي الثورة التونسية. إضطر وقتها لترك الرئاسة ومغادرة البلاد إلى السعودية وذلك في 14 يناير 2011 رفقة زوجته ليلى بن علي.                                                                  |
| -     |        |        | فؤاد المبزع ولد:                                                  | 15 يناير 2011 – 13 ديسمبر 2011                                                   | كونه رئيس مجلس النواب، أعلنه المجلس الدستوري حسب الفصل 57 رئيسا للبلاد بصفة مؤقتة، وذلك بعد شغور منصب رئيس الجمهورية إثر الثورة التونسية وهروب بن علي إلى السعودية. تعتبر هذه أول مرة في تاريخ الجمهورية يرأسها شخص بصفة مؤقتة. |
|       |        |        | فؤاد المبزع ولد:                                                  | 15 يناير 2011 – 13 ديسمبر 2011                                                   | كونه رئيس مجلس النواب، أعلنه المجلس الدستوري حسب الفصل 57 رئيسا للبلاد بصفة مؤقتة، وذلك بعد شغور منصب رئيس الجمهورية إثر الثورة التونسية وهروب بن علي إلى السعودية. تعتبر هذه أول مرة في تاريخ الجمهورية يرأسها شخص بصفة مؤقتة. |
| 3     |        |        | المنصف المرزوقي ولد:                                              | 13 ديسمبر 2011 – 31 ديسمبر 2014                                                  | المرزوقي هو أول رئيس جمهورية بعد الثورة التونسية منتخب ديمقراطيا، (كنائب في المجلس التأسيسي الذي انتخبه بطريقة غير مباشرة للرئاسة). يعتبر كذلك أول رئيس لا يأتي من صفوف الحزب الحاكم، حيث كان حزبه يشارك في تحالف الترويكا الحاكم. |
| 4     |        |        | الباجي قائد السبسي 29 نوفمبر 1926 – 25 يوليو 2019 (العمر 92 سنة)  | 31 ديسمبر 2014 – 25 يوليو 2019 † (توفي في المنصب؛ تنتهي المدة في 31 ديسمبر 2019) | بفوزه في الجولة الثانية من الانتخابات الرئاسية التونسية 2014 ضد الرئيس المنتهية ولايته المنصف المرزوقي، أصبح الباجي قائد السبسي أول رئيس منتخب ديمقراطيا بالاقتراع العام المباشر بعد الثورة. توفي يوم 25 يوليو 2019 قبل ستة أشهر من نهاية عهدته، هو أول رئيس تونسي يموت أثناء توليه زمام الحكم. |
| -     |        |        | محمد الناصر ولد:                                                  | 25 يوليو 2019 – 23 أكتوبر 2019                                                   | كونه رئيس مجلس النواب، تولى الرئاسة بصفة مؤقتة، وذلك بعد وفاة السبسي. |
| 5     |        |        | قيس سعيد ولد:                                                     | 23 أكتوبر 2019 – العهدة جارية                                                    | بفوزه في الجولة الثانية من الانتخابات الرئاسية التونسية 2019 أمام نبيل القروي، أصبح قيس سعيد أول رئيس انتخب مستقلا للجمهورية. كما أنه أول رئيس يولد بعد الاستقلال، وأول رئيس يولد في عهد أحد أسلافه. |

ملاحظات
1. ↑  في 25 يوليو 1957، أعلن المجلس القومي التأسيسي التونسي عن تعيين رئيس الوزراء الحبيب بورقيبة في منصب رئيس الجمهورية التونسية حتى الانتخابات الرئاسية المقبلة التي ستنظم بعد صياغة دستور تونس 1959.
2. ↑  خلال فترة رئاسته، أعلن الحبيب بورقيبة نفسه رئيسًا مدى الحياة وخدم بهذه الصفة حتى تمت الإطاحة به في انقلاب 7 نوفمبر 1987.
3. ↑  بعد انقلاب 7 نوفمبر 1987، تولى رئيس الوزراء زين العابدين بن علي منصب رئيس الجمهورية التونسية حتى الانتخابات الرئاسية التونسية.
4. ↑  خلال فترة رئاسته، تمت إطاحة زين العابدين بن علي من منصبه بعد ضغوطات الثورة التونسية.
5. ↑  ترك فؤاد المبزع قيادة التجمع الدستوري الديمقراطي في 18 يناير 2011 وتم حل الحزب في 9 مارس 2011.
6. ↑  انتخب المجلس الوطني التأسيسي المنصف المرزوقي في منصب رئيس الجمهورية التونسية حتى صياغة دستور جديد وانتخاب رئيس جديد.
7. ↑  أصبح محمد الناصر، بصفته رئيسًا لمجلس نواب الشعب، رئيس رئيس الجمهورية التونسية المؤقت بعد وفاة الرئيس الباجي قائد السبسي في 25 يوليو 2019. وظل في منصبه حتى إجراء انتخابات مبكرة في 23 أكتوبر 2019.
8. ↑  حسب الموقع الرسمي لرئاسة الجمهورية يعتبر أن قيس سعيد هو الرئيس السابع الذي يتولى المنصب. لا يوجد فرق بين الرؤساء المنتخبين والرؤساء المؤقتين.[32]

## الانتخابات الرئاسية

### تاريخ
| تاريخ الانتخابات            | المرشح              | النتيجة | الحزب السياسي                             |
| --------------------------- | ------------------- | ------- | ----------------------------------------- |
| 8 نوفمبر 1959               | الحبيب بورقيبة      | 91%     | الحزب الحر الدستوري الجديد                |
| 8 نوفمبر 1964               | الحبيب بورقيبة      | 96%     | الحزب الاشتراكي الدستوري                  |
| 2 نوفمبر 1969               | الحبيب بورقيبة      | 99.76%  | الحزب الاشتراكي الدستوري                  |
| 3 نوفمبر 1974               | الحبيب بورقيبة      | 99.85%  | الحزب الاشتراكي الدستوري                  |
| 2 أبريل 1989                | زين العابدين بن علي | 99.27%  | التجمع الدستوري الديمقراطي                |
| 20 مارس 1994                | زين العابدين بن علي | 99.91%  | التجمع الدستوري الديمقراطي                |
| 24 أكتوبر 1999              | زين العابدين بن علي | 99.45%  | التجمع الدستوري الديمقراطي                |
| 24 أكتوبر 1999              | محمد بالحاج عمر     | 0.31%   | حزب الوحدة الشعبية                        |
| 24 أكتوبر 1999              | عبد الرحمن التليلي  | 0.23%   | الاتحاد الديمقراطي الوحدوي                |
| 24 أكتوبر 2004              | زين العابدين بن علي | 94.49%  | التجمع الدستوري الديمقراطي                |
| 24 أكتوبر 2004              | محمد بوشيحة         | 3.78%   | حزب الوحدة الشعبية                        |
| 24 أكتوبر 2004              | محمد علي الحلواني   | 0.95%   | حركة التجديد                              |
| 24 أكتوبر 2004              | منير الباجي         | 0.79%   | الحزب الاجتماعي التحرري                   |
| 25 أكتوبر 2009              | زين العابدين بن علي | 89.62%  | التجمع الدستوري الديمقراطي                |
| 25 أكتوبر 2009              | محمد بوشيحة         | 5.01%   | حزب الوحدة الشعبية                        |
| 25 أكتوبر 2009              | أحمد إينوبلي        | 3.80%   | الاتحاد الديمقراطي الوحدوي                |
| 25 أكتوبر 2009              | أحمد إبراهيم        | 1.57%   | حركة التجديد                              |
| 12 ديسمبر 2011 (غير مباشرة) | المنصف المرزوقي     | 75.74%  | المؤتمر من أجل الجمهورية (تحالف الترويكا) |
| 21 ديسمبر 2014              | الباجي قائد السبسي  | 55.68%  | نداء تونس                                 |
| 21 ديسمبر 2014              | المنصف المرزوقي     | 44.32%  | مرشح مستقل                                |
| 15 سبتمبر 2019              | قيس سعيد            | 72.71%  | مرشح مستقل                                |
| 15 سبتمبر 2019              | نبيل القروي         | 27.29%  | حزب قلب تونس                              |
| 6 اكتوبر 2024               | قيس سعيد            | 90.69%  | مرشح مستقل                                |
| 6 اكتوبر 2024               | العياشي زمال        | 7.35%   | تحالف عازمون                              |
| 6 اكتوبر 2024               | زهير المغزاوي       | 1.97%   | حركة الشعب                                |

قامت جوجل بتغيير شعار محرك بحثها في يوم 23 أكتوبر من عام 2011، برموز صندوق الإقتراع والعلم التونسي، بمناسبة السعي لإنجاز أول انتخابات ديموقراطية بعد الثورة التونسية والإطاحة بدكتاتورية نظام بن علي.

في 8 نوفمبر 1959، تم تنظيم أول انتخابات رئاسية وتشريعية. بعد ذلك تم تنظيم الانتخابات تقريبا في نفس اليوم، يعني يوم الأحد. 

منذ الانتخابات الأولى، كان بورقيبة المرشح الوحيد، حيث كان يتمتع بصفة زعيم الاستقلال والنضال الوطني. وبقي المترشح الوحيد في كل مرة حتى 1974، ولم يقف رصيده الانتخابي عن الارتفاع أين مر من 91% في 1959 إلى 99.85% في انتخابات 1974. في 10 سبتمبر 1974، شهدت تونس لأول مرة مرشح ثاني يواجه رئيس الجمهورية، حيث قام السياسي الشاذلي زويتن، رئيس الغرفة الفتية الاقتصادية التونسية، بإعلان ترشحه في تصريح صحفي، تبعه بيان من أعضاء جمعيته مستنكرين فيه ترشح رئيسهم. كما كان منتظرا، لم تقبل لجنة الانتخابات ترشحه. هذه الانتخابات كانت الأخيرة، حيث أعلن بورقيبة السنة الموالية، «الرئاسة مدى الحياة». 

أزيح بورقيبة عن الحكم في 7 نوفمبر 1987 عبر انقلاب أبيض من قبل رئيس وزرائه زين العابدين بن علي، الذي عين نفسه رئيسا للجمهورية. أول انتخابات في عهد بن علي نظمت في 2 أبريل 1989، وكان فيها أيضا المترشح الوحيد. وجب الانتظار 20 سنة حتى 1994، لرؤية المنصف المرزوقي، رئيس الرابطة التونسية للدفاع عن حقوق الإنسان المنتهية ولايته وهو يعلن نيته الترشح لانتخابات 1994. يعتبر ثاني شخص حاول الترشح لمواجهة رئيس منتهية ولايته، ولكن لم يستطع جمع التوقيعات اللازمة للترشح، وتم سجنه لاحقا ومنعه من الحصول على جواز سفر تونسي. قام بن علي بتعديل الدستور لرؤية مرشحين آخرين بصفة رسميا، وكذلك لتمكينه من الترشح بصفة غير محدودة، وذلك في انتخابات 1999 و2004 و2009.

بعد الثورة التونسية في 2011 ضد نظام بن علي، تم الاعتماد على الفصل 56 من الدستور، وعين محمد الغنوشي رئيسا بصفة مؤقتة، لكن هذا الأخير لم يتسنى له القيام بالقسم الرسمي أمام المجلس الدستوري، وسرعان ما اعتمد الفصل 57، أين عين فؤاد المبزع في 15 يناير رئيسا مؤقتا. بعد ذلك، انتخب المجلس الوطني التأسيسي رئيس الجمهورية بطريقة غير مباشرة، انتخابا حرا وسريا بالأغلبية المطلقة لأعضائه في 12 ديسمبر 2011. ترشح للمنصب 10 أشخاص، لم يستطع ثمانية منهم جمع التوقيعات ال15 اللازمة لقبول الترشح، ومترشح آخر لم يصل للسن القانونية للترشح، ولم يلبي هذه الشروط سوى مترشح واحد وهو الحقوقي المنصف المرزوقي، الذي تحصل على 153 صوتا مع دعم تحالف الترويكا، و3 أصوات ضد و2 ممتنعين و44 صوت أبيض، ليصبح بذلك أول رئيس ديمقراطي في تونس. 

بعد إصدار الدستور الجديد في 2014، تم تعيين تاريخ أول انتخابات رئاسية مباشرة بعد الثورة في 23 نوفمبر 2014. في 21 ديسمبر، وبعد الدورة الثانية من الانتخابات، فاز المترشح الباجي قائد السبسي بالرئاسية بنسبة 55.85%، أمام الرئيس المنتهية ولايته المنصف المرزوقي الذي تحصل على 44.32%، وأصبح السبسي بذلك أول رئيس ينتخب ديمقراطية بطريقة مباشرة في تارية البلاد.

### شروط الترشح
الفصل 37 من القانون الانتخابي المعدل سنة 2024، الذي صدر عملا بأحكام الفصل 89 من دستور تونس 2022، يسمح لكل ناخب دينه الإسلام، ويبلغ من العمر على الأقل 40 سنة، تونسي الجنسية، مولود لأب وأم تونسيين وجد لأب وجد لأم تونسيين وكلهم تونسيون دون انقطاع، بالترشح للانتخابات الرئاسية. إذا كان يحمل جنسية ثانية فلا بحق له الترشح. الفصل 38 من نفس القانون، يفرض على المترشح أن يجمع توقيعات 10 من أعضاء مجلس نواب الشعب أو 000 10 توقيع من الناخبين، ويمنع في نفس الوقت أن يوقع أحدهم لصالح مرشحين إثنين سواء من النواب أو الناخبين. الفصل 39 من القانون الانتخابي يشترط أخيرا تقديم مبلغ مالي يقدر ب000 10 دينار تونسي في خزينة الدولة، يمكن له أن يسترجعها إذا تحصل على أكثر من 3% من الأصوات المصرح بها.

الهيئة العليا المستقلة للانتخابات مكلفة بتقديم القائمة النهائية للمترشحين المقبولين بعد أربعة أيام كحد أقصى من غلق مدة قبول ملفات الترشح. يمكن الطعن بأي قرار لدى المحكمة الإدارية.

## إحصائيات

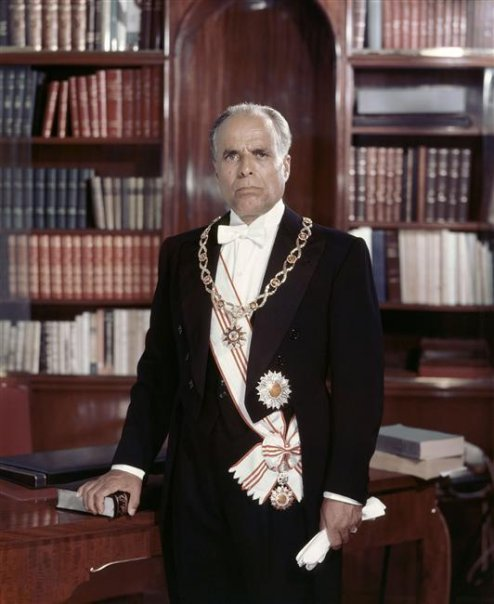
الصورة الرسمية للحبيب بورقيبة، أول رئيس في البلاد وصاحب أطول مدة رئاسة.

- أطول رئاسة: الحبيب بورقيبة (30 سنة و3 أشهر و9 أيام).
- أقصر رئاسة: المنصف المرزوقي (3 سنوات و18 يوما).
- أصغر رئيس عند بداية الحكم: زين العابدين بن علي (51 سنة).
- أصغر رئيس عند نهاية الحكم: المنصف المرزوقي (69 سنة).
- أكبر رئيس عند بداية الحكم: الباجي قائد السبسي (88 سنة).
- أكبر رئيس عند نهاية الحكم: الباجي قائد السبسي (93 سنة).
- رؤساء سابقون لازالو على قيد الحياة:
  - فؤاد المبزع
  - المنصف المرزوقي

## الولاية الرئاسية

### القسم
حسب الفصل 42 من دستور تونس 1959، يؤدي رئيس الجمهورية القسم أمام مجلس النواب ومجلس المستشارين الملتئمين معا ونصه:

حسب الفصل 9 من قانون التنظيم المؤقت للسلط العمومية، أدى المنصف المرزوقي في 13 ديسمبر 2011 أمام نواب المجلس الوطني التأسيسي القسم التالي:

حسب الفصل 76 من دستور تونس 2014، يؤدي رئيس الجمهورية القسم أمام مجلس نواب الشعب ونصه:

حسب الفصل 92 من الدستور الحالي : دستور 2022، يؤدي رئيس الجمهورية اليمين الدستورية أمام مجلس نواب الشعب والمجلس الوطني للجهات و الاقاليم مجتمعين ونصها :

### تحديد المدة
حسب دستور 1959، فإن ولاية رئيس الجمهورية تدوم ل5 سنوات، ويمكن تجديدها لعدد غير محدود. لكن الحبيب بورقيبة في 1974 قام بإعلان نفسه رئيسا مدى الحياة وذلك عبر تعديل دستوري قام به المجلس.

بعد وصول زين العابدين بن علي للحكم عبر انقلاب 7 نوفمبر 1987، وعد بن علي بأنه لا رئاسة مدى الحياة، وعدل الدستور وحدد عدد الدورات بأربعة دورات رئاسية كأقصى حد، لكنه في 2002 قام بتعديل دستوري منح رئيس الجمهورية بالترشح لمنصب الرئاسة لعدد غير محدود، مما سمح له بالترشح بعد ذلك مرتين حتى هروبه من البلاد إثر الثورة التونسية في 2011. 

ينص الفصل 90 من دستور 2022، على مدة الدورة الرئاسية ب5 سنوات، قابلة للتجديد مرة واحدة، وتكونان متصلتين أو منفصلتين. في حالة استقالة الرئيس قبل انتهاء مهامه، تعتبر الولاية الرئاسية الجارية كاملة.

### تسليم السلطة
بعد الاستقلال في 20 مارس 1956، واصل محمد الأمين باي مهمته كحاكم لتونس، وذلك حتى إلغاء الملكية وإعلان الجمهورية في 25 يوليو 1957، وهو تاريخ تسلم الحبيب بورقيبة منصب رئاسة الجمهورية مباشرة. في 7 نوفمبر 1987، انتقلت السلطة بين بورقيبة وزين العابدين بن علي وذلك بانقلاب أبيض، حيث ادعى بن علي أن الحالة الصحية للرئيس بورقيبة لا تسمح له بمواصلة مهام رئيس الجمهورية، ونصب بن علي نفسه رئيسا للجمهورية.

بعد الثورة التونسية في 2011، وعند هروب الرئيس زين العابدين بن علي يوم 14 يناير، أعلن حسب الفصل 56 من الدستور التونسي 1959 عن تعيين رئيس الوزراء محمد الغنوشي مؤقتا كرئيس للجمهورية، ولكن لم يتسنى له القيام باليمين الدستورية، حيث قام المجلس الدستوري بإعلان الشغور النهائي لمنصب رئيس الجمهورية، والتجأ للفصل 57 من الدستور وقرر تعيين رئيس مجلس النواب التونسي فؤاد المبزع رئيسا مؤقتا للجمهورية وذلك حتى انتخاب رئيس آخر. كان أول تسليم للسلطة بين رئيسين بشكل حضاري وسلمي، هو بين الرئيس المؤقت فؤاد المبزع والرئيس المنتخب المنصف المرزوقي، حيث التقى الاثنان في قصر قرطاج الرئاسي وتحدثوا لمدة زمنية، ثم ودع المرزوقي فؤاد المبزع الذي غادر القصر. 

بعد فوزه في الانتخابات التشريعية التونسية 2014، أدى الرئيس الجديد الباجي قائد السبسي اليمين الدستورية أمام مجلس نواب الشعب، وتوجه بعدها لقصر قرطاج في 31 ديسمبر 2014، حيث كان في انتظاره الرئيس المنتهية ولايته المنصف المرزوقي، وقاما بتسليم السلطة في موكب رسمي، حيث دخل السبسي القصر في سيارته محاطا بخيول الأمن الرئاسي، ثم أدت تشكيلة شرفية من الجيوش الثلاثة التحية للرئيسين، وبعدها قاما بالتحدث لمدة زمنية، وغادر إثرها المرزوقي القصر الرئاسي.

### شغور منصب الرئيس
لدى رئيس الجمهورية الحق حسب الفصل 107، أن يفوض مهامه وسلطاته لرئيس الحكومة إذا تعذر عليه أداء مهامه بصفتة وقتية، وعليه أن يعلم رئيس مجلس نواب الشعب و رئيس المجلس الوطني للجهات و الاقاليم بذلك.
وحسب نفس الفصل، في حالة تقديم رئيس الجمهورية استقالته كتابة إلى رئيس المحكمة الدستورية، أوفي حالة الوفاة، أو العجز الدائم، أو لأي سبب آخر من أسباب الشغور النهائي، تجتمع المحكمة الدستورية فورا، وتقر الشغور النهائي، وتبلغ ذلك إلى رئيس المحكمة الدستورية الذي يتولى فورا مهام رئيس الجمهورية بصفة مؤقتة لأجل أدناه خمسة وأربعون يوما وأقصاه تسعون يوما. 

ينص الفصل 109، أنه في حالة الشغور النهائي يؤدي القائم بمهام رئيس الجمهورية اليمين الدستورية أمام مجلس نواب الشعب والمجلس الوطني للجهات و الاقاليم وعند الاقتضاء أمام المحكمة الدستورية في حالة حل المجلس. 

حسب الفصل 109، يمارس القائم بمهام رئيس الجمهورية، خلال الشغور الوقتي أو النهائي، المهام الرئاسية. ولا يحق له المبادرة باقتراح تعديل الدستور، أو اللجوء إلى الاستفتاء، أو حل مجلس نواب الشعب و المجلس الوطني للجهات و الاقاليم. 

وخلال المدة الرئاسية الوقتية يُنتخب رئيس جمهورية جديد لمدة رئاسية كاملة، كما لا يمكن تقديم لائحة لوم ضد الحكومة.

### إعفاء الرئيس
ينص الفصل 88 من الدستور السابق ، دستور 2014، أنه يمكن لأغلبية أعضاء مجلس نواب الشعب المبادرة بلائحة معللة لإعفاء رئيس الجمهورية من أجل الخرق الجسيم للدستور، ويوافق عليها المجلس بأغلبية الثلثين من أعضائه، وفي هذه الصورة تقع الإحالة إلى المحكمة الدستورية للبت في ذلك بأغلبية الثلثين من أعضائها. ولا يمكن للمحكمة الدستورية أن تحكم في صورة الإدانة إلا بالعزل. ولا يُعفي ذلك من التتبعات الجزائية عند الاقتضاء. ويترتب على الحكم بالعزل فقدانه لحق الترشح لأي انتخابات أخرى.
أما في الدستور الحالي للبلاد دستور 2022 فلا يمكن عزل رئيس الجمهورية

## المهام والسلطة والصلاحيات

العلم الخاص بالرئاسة.

نص دستور 2022 على ممارسة رئيس الجمهورية للسلطة التنفيذية بمساعدة حكومة يراسها رئيس الحكومة، لذلك يتولى رئيس الجمهورية تعيين اعضاء الحكومة و رئيسها ، ورسم السياسات العامة في البلاد ، كما يتولى ايضا تعيين القيادات العليا المدنية و العسكرية. 

ولدى رئيس الجمهورية صلاحيات:
- حل مجلس نواب الشعب في أي وقت، لكنه لا يستطيع حله في أول 6 أشهر من نيل ثقة أول حكومة، أو في آخر 6 أشهر من المدة النيابية أو الرئاسية.
- رئاسة مجلس الأمن القومي الذي يكون من بين أعضائه رئيس الحكومة التونسية ورئيس مجلس نواب الشعب.
- القيادة العليا للقوات المسلحة.
- إعلان الحرب وإبرام السلم بعد موافقة مجلس نواب الشعب بأغلبية ثلاثة أخماس أعضائه، وإرسال قوات إلى الخارج بموافقة رئيسي مجلس نواب الشعب والحكومة على أن ينظر المجلس في الأمر بعد ذلك.
- اتخاذ التدابير التي تحتمها الحالة الاستثنائية، والإعلان عنها طبق الفصل 96.[57]
- المصادقة على المعاهدات والإذن بنشرها.
- إسناد الأوسمة.
- العفو الخاص.
- ختم القوانين والإذن بنشرها (حسب الفصل 103).[58]

حسب الفصل 81 من الدستور، فإن لرئيس الجمهورية في حالة خطر داهم مهدد لكيان الوطن وأمن البلاد واستقلالها، أن يتخذ التدابير التي تحتمها تلك الحالة الاستثنائية، وذلك بعد استشارة رئيس الحكومة ومجلس نواب الشعب والمجلس الوطني للجهات و الاقاليم وإعلام رئيس المحكمة الدستورية. في هذه الحالة، لا يجوز لرئيس الجمهورية حل مجلس نواب الشعب و مجلس الجهات و الاقاليم، كما لا يجوز تقديم لائحة لوم ضد الحكومة. عند إقرار هذه التدابير وعند انتهائها يتوجب على رئيس الجمهورية تقديم بيان للشعب.

الفصل 97 يعطي الحق لرئيس الجمهورية أن يعرض على الاستفتاء الشعبي مشاريع قوانين المتعلقة بالموافقة على المعاهدات، أو بالحريات وحقوق الإنسان، أو بالأحوال الشخصية. 

لرئيس الجمهورية أن يخاطب مجلس نواب الشعب و المجلس الوطني للجهات و الاقاليم (حسب الفصل 100).

### التعيينات
يتولى رئيس الجمهورية بأوامر رئاسية حسب الفصل 106:
- تعيين مفتي الجمهورية التونسية وإعفاءه من مهامه.
- التعيينات والإعفاءات في الوظائف العليا المدنية في الدولة .
- التعيينات والإعفاءات في الوظائف العليا العسكرية والدبلوماسية والمتعلقة بالأمن القومي بعد استشارة رئيس الحكومة.
- تعيين محافظ البنك المركزي التونسي باقتراح من رئيس الحكومة.

### عادات احتفالية
بعد الثورة التونسية في 2011، اعتاد رؤساء الجمهورية على المشاركة وتنظيم عدة احتفالات وطنية تخص أحداث تاريخية أو أعياد ميلاد هياكل ومؤسسات وطنية، وأهمها:
- ذكرى الثورة التونسية في 17 ديسمبر من كل سنة منذ 2012،[63] وذكرى عيد الاستقلال في 20 مارس من كل سنة في قصر قرطاج.[64]
- ذكرى انبعاث قوات الأمن الداخلي في 18 أبريل من كل سنة،[65] وذكرى انبعاث الجيش الوطني التونسي في أواخر يونيو من كل سنة.[66]
- موكب إحياء ذكرى أحداث 9 أفريل 1938،[67] وذكرى عيد الجلاء في 15 أكتوبر من كل سنة كليهما في النصب التذكاري بالسيجومي.[68]
- ذكرى رحيل الحبيب بورقيبة في 6 أبريل من كل سنة منذ 2001،[69] في ضريح بورقيبة في المنستير، وذكرى اغتيال فرحات حشاد في 5 ديسمبر من كل سنة.[70]
- افتتاح دورات المنظمة العربية للتربية والثقافة والعلوم ومجلس وزراء الداخلية العرب التابع لجامعة الدول العربية عند انعقادها في تونس.
- موكب ختم القرآن الكريم والحديث النبوي وذكرى المولد النبوي وليلة القدر وصلاة العيدين سنويا إما في جامع الزيتونة أو جامع مالك بن أنس أو جامع القصبة أو جامع عقبة بن نافع.
- الندوة السنوية لرؤساء البعثات الدبلوماسية والقنصلية لتونس.[71]
- نهائي كأس تونس لكرة القدم سنويا.[72]

### ما بعد الرئاسة
في 27 سبتمبر 2005، أصدر بن علي بعد موافقة مجلس النواب قانونا ينظم امتيازات ومنافع رئيس الجمهورية بعد انتهاء مهامه. 

يتمتع إذا رئيس الجمهورية بعد انتهاء مهامه بجراية عمرية تعادل المنحة المخولة لرئيس الجمهورية المباشر، إلى جانب العديد من الامتيازات العينية منها محل سكن مؤثث وأعوان مكلفين بخدماته ومصاريف صيانته والمصاريف المتعلقة بالهاتف والتدفئة واستهلاك الماء والغاز والكهرباء، ووسائل النقل والأعوان المكلفين بالسياقة، والعناية الصحية اللازمة بالنسبة إليه وإلى قرينه وإلى أبنائه حتى بلوغهم سن الخامسة والعشرين. تعهد مهمة أمن وحماية الرئيس السابق وزوجته وأبنائه إلى الإدارة العامة المكلفة بأمن رئيس الدولة والشخصيات الرسمية، وكلها تساوي تلك التي يتمتع بها رئيس الجمهورية المباشر. في حالة وفاة الرئيس، تتمتع زوجته بجراية عمرية تساوي 80% من المنحة المخولة لرئيس الجمهورية المباشر تضاف إليها 10% عن كل ابن قاصر، وتبقى لها ولأبنائها الامتيازات العينية والعناية الصحية التي كان يتمتع بها الرئيس المتوفي. في حالة وفاة رئيس الجمهورية وقرينه، يتمتع أبناؤهما بجراية عمرية تساوي 50% من المنحة المخولة لرئيس الجمهورية المباشر وذلك إلى حد بلوغ كل واحد منهم سن الخامسة والعشرين، وإذا كان عدد هؤلاء الأبناء والبنات ثلاثة أو أكثر تسند لهم جراية جملية تساوي المنحة المخولة لرئيس الجمهورية المباشر يتم توزيعها عليهم بالتساوي. 

في 22 سبتمبر 2015، أصدر الباجي قائد السبسي بعد مصادقة مجلس نواب الشعب قانونا يتعلق بالمنافع المخولة لرؤساء الجمهورية بعد انتهاء مهامهم، ملغيا بذلك قانون بن علي الصادر في 2005، تماشيا مع النظام الجديد في البلاد. 

يعطي هذا القانون الرئيس المنتهية مهامه الحق في جراية عمرية تعادل المنحة الجملية الشهرية المخولة لرئيس الجمهورية المباشر، ومنحة سكن في حدود 000 3 دينار تونسي شهريا ويتم الترفيع فيها بنسبة 5% كل 3 سنوات. له الحق أيضا في سيارة (قوتها من 10 إلى 16 خيول) معها سائق و500 لتر من الوقود شهريا، إضافة إلى عون خدمات. يتمتع الرئيس وزوجته وأبناؤه بالعناية الصحية اللازمة وتتعهد بمصاريفها الدولة كليا. توفر له الحماية الأمنية داخل تراب الجمهورية التونسية بالنسبة إليه وإلى زوجته وأبنائه القصر، وتيسر ظروف إقامته في الخارج من قبل البعثات الدبلوماسية التونسية. ينتهي التمتع بالجراية العمرية وبكل الامتيازات ماعدا الحماية الأمنية والرعاية الصحية في صورة تعيينهم أو انتخابهم للقيام بمهام عمومية أو في صورة ممارستهم لنشاط مهني بمقابل يشكل دخلا قارا. عند وفاة رئيس الجمهورية ينتفع قرينه الباقي على قيد الحياة وأبناؤه بجرايات الأرامل والأيتام وفق نظام الجرايات المدنية والعسكرية للتقاعد وللباقين على قيد الحياة في القطاع العمومي. استثنى القانون الانتفاع بأحكامه كل رئيس جمهورية يصدر في شأنه حكم بات قاض بإدانته من أجل الخيانة العظمى أو التعذيب أو جريمة ضد الإنسانية أو اختلاس أموال عمومية أو تدليس أو تخلى عن مهامه بغير الصيغ القانونية.

## تنظيم رئاسة الجمهورية

### مكتب رئيس الجمهورية
مكتب رئيس الجمهورية يساعده في إنهاء مهامه والإحاطة بها ومراقبتها. يتم إدارتها من قبل مدير المكتب.
مدير مكتب رئيس الجمهورية التونسية الآن هو سليم العزابي وذلك منذ 1 فبراير 2016.
قبل الثورة التونسية في 2011، كان مكتب الرئيس يتكون من إدارات متخصصة وهي:
| - المكتب التنفيذي للرئيس. - إدارة الاقتصاد. - إدارة المعلومات أو الإعلام (ناطق رسمي بإسم الرئاسة). - إدارة الشؤون الإجتماعية. | - إدارة الشؤون القانونية. - إدراة حقوق الإنسان. - إدارة الشؤون الديبلوماسية. - إدارة التعليم والتكوين. - إدارة الشؤون السياسية. | - إدارة الثقافة والشباب. - قسم البروتوكول. - قسم خدمات المكتب والمعلومات والتوثيق. - خدمات مشتركة. |

أما الآن بعد الثورة التونسية، فقد تركت حرية الاختيار لرئيس الجمهورية لتكوين فريقه في المكتب من المستشارين بما في ذلك عددهم وهويتهم ومناصبهم.

### مقر الرئاسة

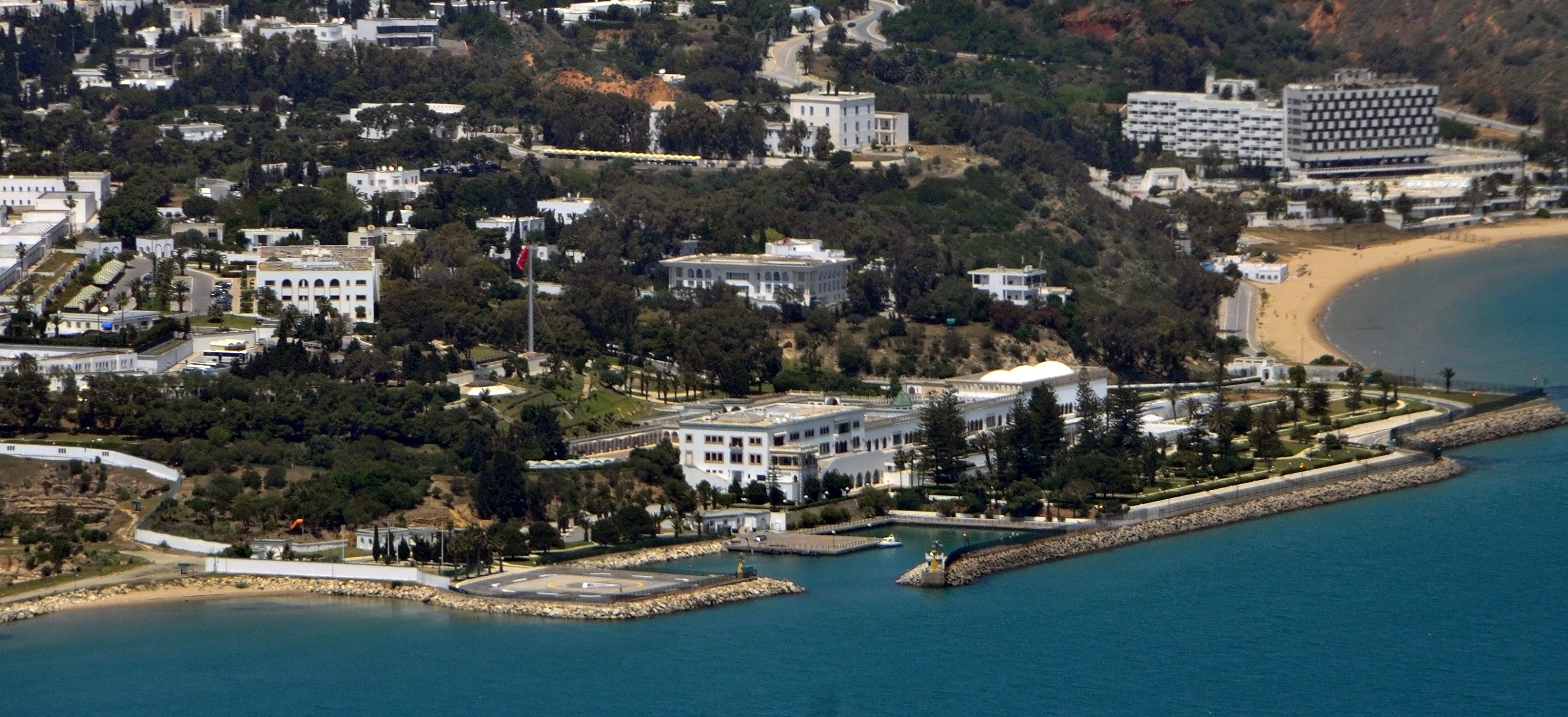
قصر قرطاج الرئاسي.

الفصل 93 من الدستور التونسي يحدد المقر الرسمي لرئاسة الجمهورية في تونس العاصمة، ولكن يمكنه أيضا في الظروف الإستثنائية التنقل لأي مكان آخر من تونس. 

عند إنشاء منصب رئاسة الجمهورية، كان مقر رئاسة الجمهورية ولسنوات قليلة في قصر السعادة في ضاحية المرسى. ثم انتقل مباشرة لمدينة قرطاج في الضواحي أيضا وتحديدا في قصر قرطاج وذلك إلى اليوم. الحبيب بورقيبة كان يملك قصرا خاصا في مدينة المنستير وهو قصر صقانس، ولكنه الآن تحت ملك الدولة التونسية. زين العابدين بن علي كان يملك أيضا عدة قصور خاصة في تونس العاصمة وضواحيها، ولكن بعد الثورة التونسية أصبحت تحت ملك الدولة ومحل مصادرة.

المقر الرسمي للرئاسة هو قصر قرطاج ويسمى أيضا قصر الجمهورية، وهو مجمع رئاسي يمتد على حوالي 40 هكتارا، ويحتوي على دار الضيافة المخصصة للاحتفالات، ويتكون أيضا من دار السلام، وهي مقر الإقامة الرسمية لرئيس الجمهورية. 

لدى رئاسة الجمهورية أربعة إقامات: القصر الرئاسي بمرناق، القصر الرئاسي بعين دراهم، القصر الرئاسي بالحمامات (دار الخير)، القصر الرئاسي بقربص. 

يوجد أربعة قصور أخرى كانت على ملك الرئيس المخلوع زين العابدين بن علي، أصبحت على ملك وزارة أملاك الدولة والشؤون العقارية بعد الثورة التونسية في 2011 وهي: قصر سيدي الظريف (في سيدي بوسعيد)، قصر أوتيك، قصر ياسمين الحمامات، قصر خليج الملائكة في مرسى القنطاوي.

### وسائل النقل
النقل الجوي

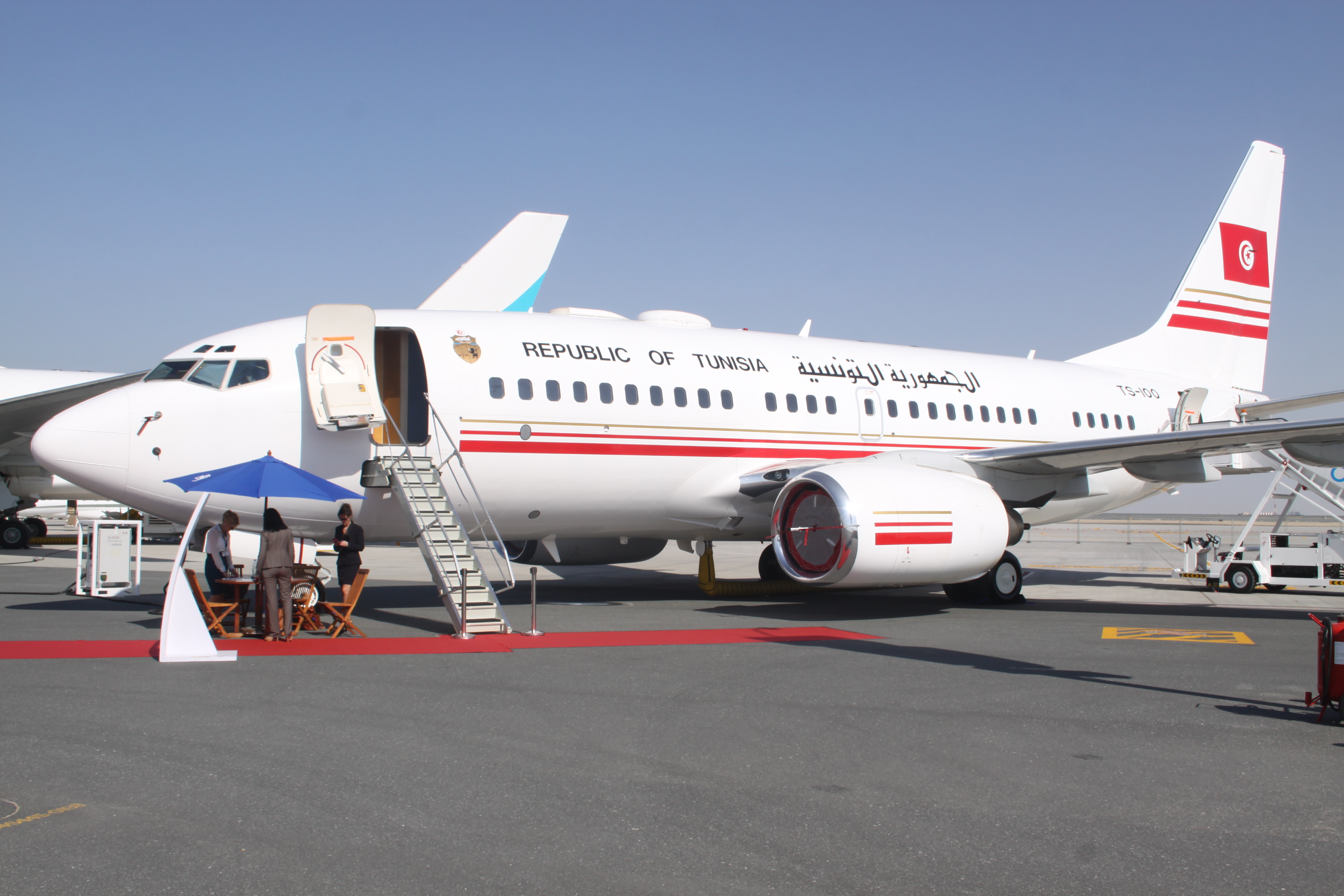
الطائرة الرئاسية بوينغ 737-700 (BBJ) معروضة للعموم في 2012.

اشترى الرئيس زين العابدين بن علي في 1999، طائرة أولى من نوع بوينغ 737-700 (BBJ)، تعرف تحت تسجيل TS-IOO (أوسكار أوسكار) وقادرة على قطع مسافة 600 16 كم دون توقف. هذه الطائرة هي التي امتطاها بن علي وعائلته للتوجه بها نحو السعودية عند سقوط نظامه في 2011. عرضت هذه الطائرة للبيع من قبل الخطوط التونسية في 2011، ولم يشتريها أي شخص أو جهة، وذلك حتى 2015 أين أعلنت الرئيسة المديرة العامة للخطوط التونسية سارة رجب عن تراجعهم عن ذلك، وأصبحت هذه الطائرة في خدمة رئاسة الجمهورية ورئاسة الحكومة ورئاسة مجلس نواب الشعب. 

الطائرة الرئاسية الثانية اشتراها بن علي في 2009 بسعر 110 مليون دولار أمريكي (أي 250 مليون دينار تونسي)، وهي طائرة من نوع إيرباص إيه 340-500، وعهدت مباشرة لشركة لوي فيتون لتجديدها من الداخل كليا لتصبح طائرة رئاسية بديكورات فخمة وذلك بسعر 75 مليون دولار، ولكن عند سقوط نظام بن علي في 2011 إثر الثورة التونسية، بقيت الطائرة رابضة في مطار بوردو ميرينياك (فرنسا) واستعملت مرة واحدة في رحلة خاصة من قبل ليلى الطرابلسي وعائلتها (وهي زوجة بن علي) وذلك نحو السيشل، عرضت الطائرة للبيع بعد الثورة مباشرة من قبل الخطوط التونسية، ثم في 4 ديسمبر 2016، أعلنت الخطوط التونسية أنها توصلت لعقد بيع الطائرة لشركة لم تعلن عنها بمبلغ يناهز 80 مليون دولار أمريكي (أي 181 مليون دينار تونسي). 

بعد الثورة التونسية، استعمل كبار المسؤولين التونسيين (رئيس الجمهورية ورئيس الحكومة ورئيس البرلمان) في بعض الأوقات الطائرة الرئاسية الأولى بوينغ 737-700. ولكن اشتروا في أوقات أخرى عدة طائرات خاصة، منها طائرة من نوع داسو فالكون 900 التي اشتراها رجل الأعمال التونسي محمد الفريخة في 2013 بعد مصادرتها من مالكها الأول محمد صخر الماطري، صهر بن علي.

### الميزانية
| السنة | الرئيس              | الميزانية (مليون دينار تونسي) | نسبة التطور |
| ----- | ------------------- | ----------------------------- | ----------- |
| 2010  | زين العابدين بن علي | 79.037                        |             |
| 2011  | فؤاد المبزع (مؤقت)  | 83.744                        | 5.95%       |
| 2012  | المنصف المرزوقي     | 71.869                        | 14.18%-     |
| 2013  | المنصف المرزوقي     | 76.973                        | 7.1%        |
| 2014  | المنصف المرزوقي     | 83.142                        | 8%          |
| 2015  | الباجي قائد السبسي  | 88.156                        | 5.7%        |
| 2016  | الباجي قائد السبسي  | 96.939                        | 10%         |
| 2017  | الباجي قائد السبسي  | 108.513                       | 11.9%       |

### الإدارات والقوات الأمنية
- الإدارة العامة لأمن رئيس الدولة والشخصيات الرسمية
  - الإدارة الفرعية للحماية
  - الإدارة الفرعية للمرافقات
- الإدارة العامة للأمن الرئاسي
  - إدارة المصالح المختصة
  - إدارة المصالح المشتركة
- الأمن الرئاسي
  - وحدة التدخل والحماية (GIP)
  - الدعم العملياتي (SOGP)
  - وحدة التدخل البحري (BIM)
  - وحدة المرافقة
  - فرقة تأمين رئاسة الحكومة

## حوارات قرطاج
بعد الثورة التونسية، وأثناء رئاسة المنصف المرزوقي بين أواخر 2011 و2014، أنشأ المرزوقي حوارات قرطاج  وهي ندوات علمية ودينية وثقافية وسياسية يستضيف فيها الرئيس في كل مرة شخصية معروفة وطنية أو دولية وتقدم محاضرة في أحد المواضيع بحضور العشرات من الشخصيات تونسية والسفراء الأجانب في تونس ومختصين. وكانوا المحاضرين كالآتي:
- 17 مارس 2012: السياسي والباحث والمختص في الإسلام الفرنسي أوليفييه روا حول «نظرة وعلاقة الغرب مع الإسلام والربيع العربي».[87]
- 1 أبريل 2012: الكاتب والمؤرخ والمفكر التونسي هشام جعيط حول «الثقافة والفكر ودورهم في الحياة».[88]
- 20 مايو 2012: المفكر والباحث والسياسي الفلسطيني عزمي بشارة حول «السياقات التاريخية لنشوء العلمانية وأنماطها».[89]
- 7 يوليو 2012: الحائز على جائزة نوبل في الكيمياء، العالم المصري أحمد زويل حول «الثورة العربية القادمة الاقتصادية».[90]
- 2 سبتمبر 2012: المؤرخ التونسي عبد الجليل التميمي والوزير التونسي الأسبق أحمد بن صالح حول «الدور الوطني للمنصف باي للدفاع عن وحدة واستقلال ومصالح الشعب التونسي».[91]
- 20 أكتوبر 2012: الاقتصادي الكندي-الدنماركي روس جاكسون حول «التنمية والاقتصاد».[92]
- 16 نوفمبر 2012: الإمام والشيخ التونسي بشير بن حسن حول «المسألة السلفية في تونس».[93]
- 7 ديسمبر 2012: الرئيس المنصف المرزوقي حول «الإعلان العالمي لحقوق الإنسان».[94]
- 31 مارس 2013: مهندس واقتصادي ومهتم بالعدالة الدولية الفرنسي غوستاف ماسياه حول «أي نموذج بديل لتحول اجتماعي بيئي وديمقراطي».[95]
- 3 مايو 2013: الاقتصادي والسياسي الإكوادوري بيدرو بايز حول «دروس التجربة الإكوادورية».[96]
- 15 يونيو 2013: الفيلسوف المغربي طه عبد الرحمن حول «الأخلاق والدين: بين الفصل الدهراني والوصل الانتمائي».[97]
- 26 أكتوبر 2013: المفكر والباحث الجزائري مصطفى شريف حول «حضارة الوسط».[98]
- 14 يونيو 2014: الخبير الاقتصادي اللبناني جورج قرم حول «الاقتصاد السياسي للانتقال الديمقراطي في الحالة العربية».[99]

## مؤسسات تحت الإشراف
المؤسسات أسفله تشرف عنها رئاسة الجمهورية مباشرة:
- ديوان المظالم.
- الهيئة العليا لحقوق الإنسان والحريات الأساسية.
- المعهد التونسي للدراسات الاستراتيجية.
- الهيئة العليا للرقابة الإدارية والمالية.
- الصندوق الوطني للتضامن.

## الحصانة

### بين 1959 و2011
رئيس الدولة هو غير مسؤول سياسياً: التعديل الدستوري في 1997، أشار إلى أن رئيس الجمهورية لا يجب عليه الاستقالة إذا كان في نزاع مع مجلس النواب ويقبل فقط استقالة الحكومة. التعديل الدستوري في 2002، أقر عدم المسؤولية الجنائية للرئيس، أين يتمتع الرئيس بحصانة قضائية أثناء ممارسته مهامه وبعدها أيضاً، وذلك فيما يخص ما قام به من أعمال أثناء ولايته. 

التعديل الدستوري لا يمنع الرئيس من المرور على العدالة، ولكن يرجع القرار للقاضي في تحديد كون العمل خاص أو عام وهل له علاقة بالرئاسة أم لا. من جهتها المحكمة العليا تم تأسيسها فقط لتنظر في تهمة الخيانة العظمى لأعضاء الحكومة ولكن ليس الرئيس بالرغم من الجدال الذي وقع بين أعضاء المجلس التأسيسي 1956. قضية إساءة استعمال السلطة لأغراض الثراء تم نقاشها أيضاً من قبل هذا المجلس، ولكن لا يجود أي فصل يحدد مسؤولية الرئيس وأعضاء الحكومة في الدستور.

من جهة أخرى، في سبتمبر 2005، قام مجلس النواب بسن قانون يعطي الرئيس امتيازات عند انتهاء مهامه ولعائلته عند وفاته. الرئيس زين العابدين بن علي كان بإمكانه التمتع بجراية شهرية وامتيازات تعادل التي كان يملكها أثناء الرئاسة (سكن، خدم، خدمات صحية). كما يعطي هذا القانون لزوجة الرئيس وأبنائه نفس الحقوق، وبالنسبة للأبناء لعمر 25 سنة حتى في حالة وفاة الرئيس وزوجته.

### بعد 2011
نص الدستور الجديد في 2022، أن رئيس الجمهورية يتمتع بالحصانة طيلة توليه الرئاسة، وتعلق في حقه كافة آجال التقادم والسقوط، ولكن يمكن إستئناف القضايا والإجراءات بعد انتهاء مهامه.

لكن لا يسال رئيس الجمهورية عما قام به أثناء فترة رئاسته وهو ما كان منصوصا عليه في الدستور السابق لسنة 2014.

## سيدة تونس الأولى

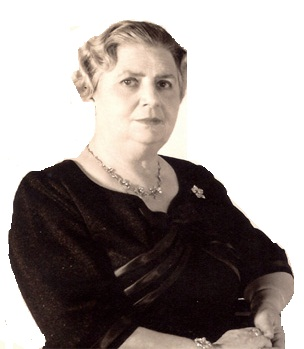
مفيدة بورقيبة، أول سيدة أولى تونسية.

لعبت السيدة الأولى في تونس بين الاستقلال في 1956 والثورة التونسية عام 2011 دورا هاما وصل أحيانا للتدخل في شؤون الدولة من تعيينات ومحاكامات. لكن بعد الثورة التونسية، رأى هذا المنصب ندرة نشاطه بصفة كبيرة، حيث كان هناك غياب طويل لزوجة المنصف المرزوقي واقتصر وجودها على استقبال رئاسي وزيارة خارجية وحيدين، معللاً ذلك بأنه يفضل عدم الخلط بين السياسة والشؤون العائلية. كذلك غابت الأعمال الخيرية التي اعتادت متهملة هذا المنصب بالقيام بها.

شهدت تونس 9 سيدات أولى لأربع رؤساء وواحدة لرئيس مؤقت. كان لبورقيبة وبن علي زوجتين لكلاهما أثناء تحمل هذا المنصب، وزوجة واحدة لكل من المبزع والمرزوقي والسبسي ومحمد الناصر وقيس سعيد.